# Tvorilo
Tvorilo este un sat din comuna Danilovgrad, Muntenegru. Conform datelor de la recensământul din 2003, localitatea are 33 de locuitori (la recensământul din 1991 erau 16 locuitori).

## Demografie
În satul Tvorilo locuiesc 30 de persoane adulte, iar vârsta medie a populației este de 56,1 de ani (50,8 la bărbați și 62,9 la femei). În localitate sunt 19 gospodării, iar numărul mediu de membri în gospodărie este de 1,74.
Populația localității este foarte eterogenă.
|  |

| Demografie | Demografie | Demografie |
| An         | Locuitori  | Locuitori  |
| ---------- | ---------- | ---------- |
|            |            |            |
|            |            |            |
|            |            |            |
|            |            |            |
| 1948       | 138        |            |
| 1953       | 136        |            |
| 1961       | 127        |            |
| 1971       | 53         |            |
| 1981       | 31         |            |
| 1991       | 16         | 16         |
| 2003       | 33         | 33         |

| \| Componența etnică conform recensământului din 2003[2] \| Componența etnică conform recensământului din 2003[2] \| Componența etnică conform recensământului din 2003[2] \| Componența etnică conform recensământului din 2003[2] \| Componența etnică conform recensământului din 2003[2] \| \| ----------------------------------------------------- \| ----------------------------------------------------- \| ----------------------------------------------------- \| ----------------------------------------------------- \| ----------------------------------------------------- \| \| \| \| \| \| \| \| Muntenegreni \| Muntenegreni \| \| 20 \| 60,6% \| \| Sârbi \| Sârbi \| \| 11 \| 33,33% \| \| necunoscută \| necunoscută \| \| 0 \| 0% \| |              |  |    |        |
| Componența etnică conform recensământului din 2003 |              |  |    |        |
| |              |  |    |        |
| Muntenegreni | Muntenegreni |  | 20 | 60,6%  |
| Sârbi | Sârbi        |  | 11 | 33,33% |
| necunoscută | necunoscută  |  | 0  | 0%     |